# Suragina s-fuscum
Suragina s-fuscum är en tvåvingeart som först beskrevs av Frey 1954.  Suragina s-fuscum ingår i släktet Suragina och familjen bäckflugor.
Artens utbredningsområde är Filippinerna. Inga underarter finns listade i Catalogue of Life.